# Posizioni teologiche Protestanti su Maria

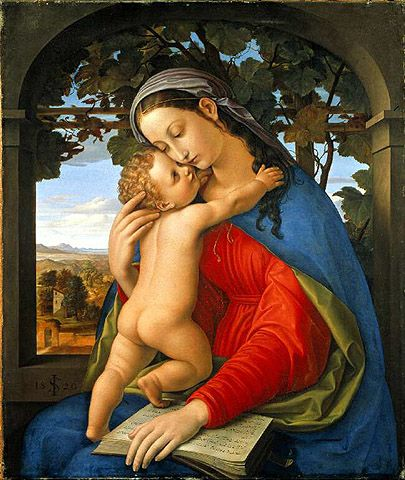
Madonna con Bambino - Carolsfeld - 1820

Le opinioni dei protestanti su Maria includono le posizioni teologiche dei principali rappresentanti del Protestantesimo come Martin Lutero e Giovanni Calvino,nonché di alcuni rappresentanti moderni.
È difficile generalizzare sul ruolo che la Vergine Maria ricopre all’interno della religione protestante in quanto ogni confessione protestante è portavoce di una visione differente sul tema. In termini generali è possibile dire che gran parte delle confessioni protestanti rigettano il culto della Madonna, nonché i dogmi mariani della verginità perpetua, dell’Immacolata Concezione, dell’Assunzione e tutte le tesi mariane della Chiesa cattolica. 
I riformatori come Martin Lutero, Ulrico Zwingli e Giovanni Calvino in diversi punti dei loro scritti avevano espresso quelli che sembrano essere esempi di una pietà mariana cattolica residua.
L'enfasi protestante sulla sola scriptura, solus Christus, soli Deo gloria, ha ridotto al minimo l'onore attribuito a Maria, e l'insegnamento protestante sulla madre di Dio si attiene unicamente alla breve parte a lei riservata nelle scritture e nel credo.
Una nuova visione protestante di Maria che emerge dal movimento evangelico invece, vede Maria come una donna esuberante, assertiva e radicalmente cristiana. Nulla a che vedere con il ruolo di primo piano che la Chiesa cattolica riserva alla Vergine, ritenuta non solo degna di alta venerazione in rapporto al suo grado di santità secondario solo a quello della Trinità, ma è anche definita avvocata, mediatrice e dispensatrice di ogni grazia; recentemente Papa Francesco l’ha proclamata con rito ufficiale regina dell’umanità e madre della Chiesa.

## Teologi protestanti
Alcuni dei primi protestanti venerarono e onorarono Maria. Martin Lutero disse di Maria:
"L'onore dato alla madre di Dio è stato così profondamente radicato nei cuori degli uomini che nessuno vuole sentire alcuna opposizione a questa celebrazione ... Garantiamo anche che dovrebbe essere onorata poiché noi, secondo le parole di San Paolo [Romani 12], siamo in debito di mostrare onore l'uno all'altro per il bene di Colui che dimora in noi, Cristo Gesù. Pertanto abbiamo l'obbligo di onorare Maria.
Ma state attenti a darle il giusto onore. Sfortunatamente temo che le diamo un onore troppo alto, perché le viene accordata una stima molto maggiore di quella che le dovrebbe essere data o di quanto lei considerasse se stessa".
Zwingli disse: "Stimo immensamente la Madre di Dio" e "Più l'onore e l'amore di Cristo aumentano tra gli uomini, tanto dovrebbe crescere la stima e l'onore dati a Maria".
Quindi l'idea di rispetto e alto onore non fu respinta dai primi protestanti. La questione piuttosto era relativa al grado di onore da riconoscere a Maria, in quanto madre di Gesù, di cui si occupavano i riformatori protestanti, e quindi le implicazioni pratiche per la mariologia sono ancora oggetto di dibattito.

### John Wycliffe
Il riformatore pre-luterano John Wyclif rifletteva lo spirito mariano del tardo Medioevo in uno dei suoi precedenti sermoni: "Mi sembra impossibile si possa ottenere la ricompensa del Cielo senza l'aiuto di Maria. Non c'è sesso o età, nessun grado o posizione di nessuno in tutta la razza umana, che non ha bisogno di chiedere l'aiuto della Santa Vergine."

### Martin Lutero

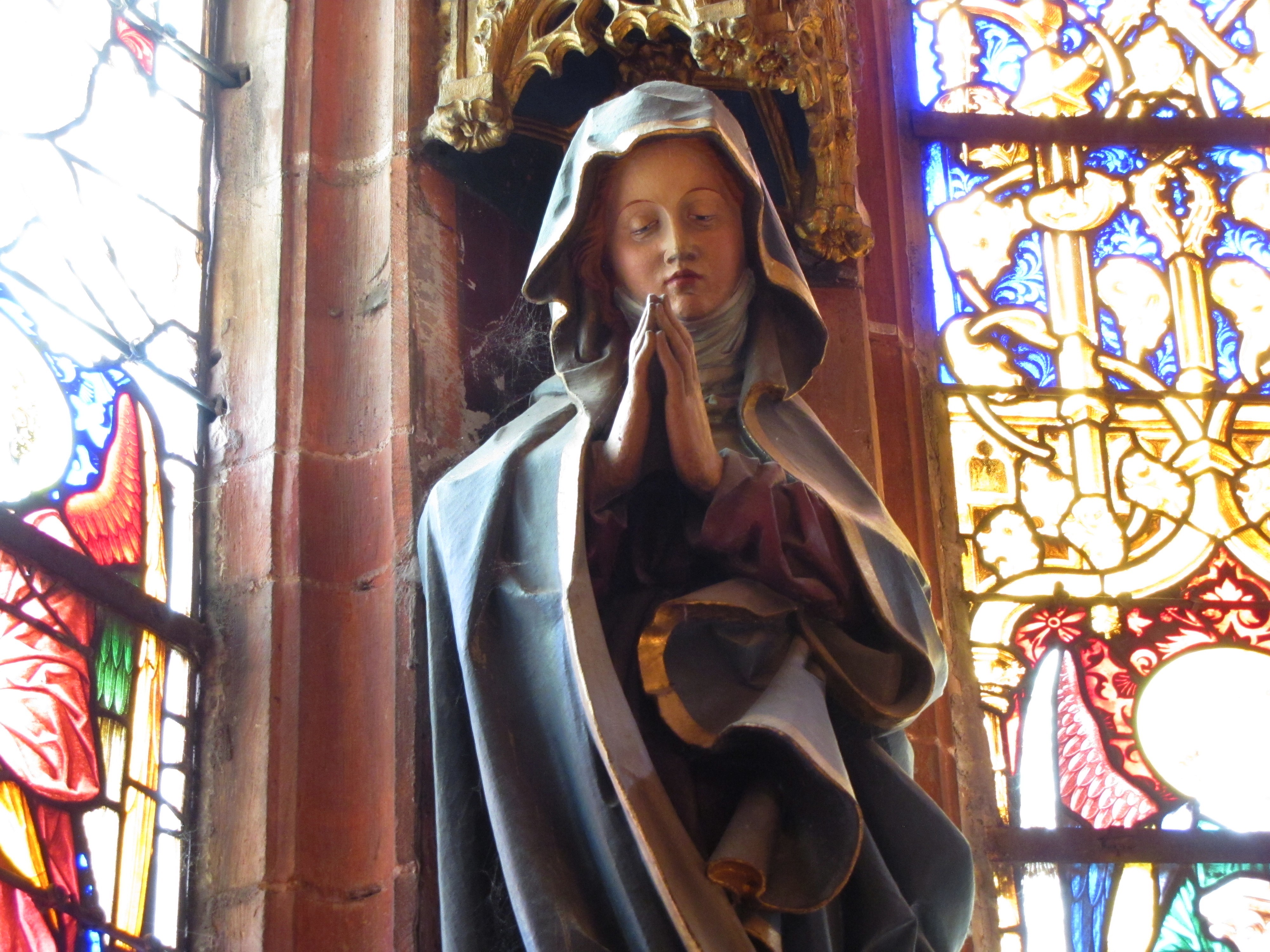
Una statua di Maria nella chiesa luterana di Saint-Pierre-le-Jeune, Strasburgo

Nonostante le polemiche di Lutero contro i suoi avversari cattolici romani su questioni riguardanti Maria e i santi; i teologi sembrano concordare sul fatto che Lutero aderì ai decreti mariani dei consigli ecumenici e dei dogmi della chiesa. Si aggrappò alla convinzione che Maria fosse una vergine perpetua e la Theotokos o Madre di Dio. Un'attenzione particolare è data all'affermazione, secondo cui Lutero circa trecento anni prima della dogmatizzazione dell'Immacolata Concezione da parte di Papa Pio IX nel 1854, aderiva fermamente a tale visione. Altri sostengono che Lutero negli anni successivi cambiò la sua posizione sull'Immacolata Concezione, che a quel tempo era indefinita nella Chiesa, mantenendo tuttavia l'innocenza di Maria per tutta la sua vita. Per quanto riguarda l'Assunzione di Maria, ha affermato che la Bibbia non ha detto nulla al riguardo. Importante per lui era la convinzione che Maria e i santi vivessero dopo la morte. "Nel corso della sua carriera come sacerdote-professore-riformatore, Lutero predicò, insegnò e discusse della venerazione di Maria con una verbosità che andava dalla pietà infantile alla sofisticata polemica. Le sue opinioni sono intimamente legate alla sua teologia cristocentrica e le sue conseguenze per la liturgia e la pietà." Lutero, mentre riveriva Maria, arrivò a criticare i "Papisti" per aver offuscato la linea, tra l'alta ammirazione della grazia di Dio che si manifesta in particolari persone e il servizio religioso offerto a un'altra creatura. Considerava la pratica cattolica romana di celebrare i giorni dei santi e di fare richieste di intercessione rivolte in particolare a Maria e ad altri santi defunti come idolatria.

### Giovanni Calvino
Giovanni Calvino accettò la Verginità perpetua di Maria e il titolo di "Madre di Dio", in senso qualificato. Si considerava il vero seguace di Maria perché l'ha liberata dagli abusi di questi titoli e dall'onore immeritato "papista" che è dovuto solo a Gesù Cristo, e per aver restituito questo onore solo a Lui.
Calvino affermò che Maria non può essere la protettrice dei fedeli, poiché anche lei ha bisogno della grazia di Dio tanto quanto qualsiasi altro essere umano. Se la Chiesa cattolica la loda come Regina del Cielo, è blasfema e contraddice le sue stesse intenzioni, perché loda lei e non Dio.

Calvino espresse profonda preoccupazione per il possibile uso "superstizioso" del titolo di "Madre di Dio", dagli insegnamenti del Concilio di Efeso: 
 "Non dubito che ci sia stata una certa ignoranza nell'aver rimproverato questo modo di dire, - che la Vergine Maria è la Madre di Dio ... Non riesco a dissimulare che si scopre che è una cattiva pratica adottare normalmente questo titolo parlando di questa Vergine e, da parte mia, non posso considerare tale linguaggio come buono, corretto o adatto ... chiamare Madre di Dio la Vergine Maria, può solo servire a indurire gli ignoranti nelle loro superstizioni. 

### Karl Barth
Karl Barth (1886–1968), un protestante riformato, fu un importante teologo del XX secolo. Consapevole della comune tradizione dogmatica della Chiesa primitiva, Barth accettò pienamente il dogma di Maria come Madre di Dio. A suo avviso, tramite Maria, Gesù appartiene alla razza umana; attraverso Gesù, Maria è la Madre di Dio. Barth concordò anche con il Dogma della Verginità di Maria. Significava per lui che Gesù come essere umano non ha un padre e che come Figlio di Dio non ha una madre. Lo Spirito Santo, attraverso il quale Maria concepì, non è solo uno spirito, ma è Dio stesso il cui atto deve essere compreso spiritualmente e non fisicamente. Maria è "piena di grazia" secondo Barth, ma questa grazia non è guadagnata ma totalmente data a lei. Per quanto riguarda la verginità di Maria dopo la nascita di Gesù, Barth sostenne che la Chiesa adottò questa posizione non a causa di Maria ma a difesa della sua Cristologia. Barth considerava la venerazione cattolica romana di Maria un terribile errore e un'eresia idolatrica.

## Problemi di teologia protestante

### Madre di Dio
Il titolo di  Theotokos (in greco Θεοτόκος?) o "Colei che partorisce Dio" (in latino Dei Genitrix) per Maria emerse nella Chiesa di Alessandria e fu successivamente adottato dalla chiesa universale patristica nel Concilio di Efeso nel 431. Si tratta di una dichiarazione di Cristologia dell'ortodossia (vedi: Ipostasi) in opposizione al Nestorianesimo e anche un devozionale titolo di Maria ampiamente usate nella liturgia ortodossa, cattolica romana, ortodossa orientale, luterana e anglicana.
Il secondo verso di un noto inno protestante, "Voi osservatori e voi Santi", è diretto a Maria e si basa su una preghiera ortodossa: 
"O più alto dei cherubini,
Più glorioso dei serafini,
Conduci le loro lodi, Alleluia!
Tu portatore della Parola eterna,
pieno di Grazia, magnifica il Signore,
Alleluia! Alleluia!".
Attualmente la Federazione Luterana Mondiale accetta gli insegnamenti del Concilio di Efeso e di altri concili ecumenici della Chiesa patristica, inclusa la formulazione "Madre di Dio" in funzione dell'unione ipostatica di Cristo.

Lutero dice: 
 "Sappiamo anche molto bene che Dio non ha derivato la sua divinità da Maria; ma non ne consegue che è quindi sbagliato dire che Dio è nato da Maria, che Dio è il Figlio di Maria e che Maria è la madre di Dio". 

### Mariolatria
Nel XVIII e XIX secolo vari gruppi di protestanti iniziarono a usare il termine Mariolatria per riferirsi alle pratiche cattolica, luterana, anglo-cattolica e ortodossa orientale di venerazione e devozione mariana. A loro avviso, l'attenzione prestata a Maria è estrema e potrebbe non solo distrarre dall'adorazione di Dio, ma addirittura rasentare l'idolatria.
Questa tendenza ha preso diverse direzioni nel tempo. Mentre alcuni protestanti hanno a volte ammorbidito il loro atteggiamento nei suoi confronti, altri hanno rafforzato la loro opposizione. Nel XXI secolo, ad esempio, durante le celebrazioni del maggio 2006 a Nostra Signora di Walsingham in Inghilterra, mentre anglicani e cattolici tenevano una processione mariana, i protestanti anticonformisti portavano striscioni che condannavano messe, idolatria e "mariolatria".